# Rhipidia nubilosa
Rhipidia nubilosa är en tvåvingeart som först beskrevs av Alexander 1967.  Rhipidia nubilosa ingår i släktet Rhipidia och familjen småharkrankar.
Artens utbredningsområde är Peru. Inga underarter finns listade i Catalogue of Life.